# Ma-Lu (álbum)
Ma-Lu é um álbum de estreia da dupla brasileira Ma-Lu, produzido por Marco Abreu e lançado em 2006 de forma independente.
O álbum contém 14 faixas, sendo que doze inédias e duas regravadas, e traz o sucesso da música "Sonhos", de Ismael Ramos, que em 2010 foi regravada na voz do cantor Chris Durán para o álbum Meu Encontro. Com Ma-Lu, a dupla foi indicada em várias categorias no Troféu Talento.
O álbum conquistou avaliações favoráveis da crítica e foi eleito o 56º melhor disco da década de 2000, de acordo com lista publicada pelo Super Gospel.

## Faixas
1. "Eu Sei"
2. "Além do Céu"
3. "Sonhos"
4. "Luz na Minha Vida"
5. "Nada Me Faltará"
6. "Conforto"
7. "Pense e Dance"
8. "Diz Pra Mim"
9. "Anjo do Céu"
10. "Lágrimas"
11. "Trilhas"
12. "Outro Lugar"
13. "O Escolhido"
14. "Cristo É a Porta"